# Nevio Favaro
Nevio Favaro (Scorzè, 23 dicembre 1948) è un ex calciatore italiano, di ruolo portiere.

## Carriera
Cresciuto nel Venezia, venne acquistato nel 1971-1972 dalla Fiorentina dopo essere arrivato al quarto posto con la squadra lagunare, a ridosso della zona promozione.
L'estremo veneto non giocò nemmeno una partita in quel torneo, gioco la finale di Coppa Mitropa persa contro il Celik Zenica. La società toscana lo cedette  al Venezia l'anno successivo, salvo poi riprenderlo al mercato di novembre senza utilizzarlo.
L'esordio nella massima serie avvenne nel campionato 1973-1974, totalizzando una sola presenza alla fine dello stesso.
Nel 1974-1975 venne ceduto in via definitiva al Napoli dove in cinque stagioni disputò 6 partite in campionato. Al suo attivo anche una partita da titolare in Coppa delle Coppe nella trasferta contro lo Slask Wroclaw.
Nel 1978-1979 il Napoli lo cedette nuovamente alla Fiorentina per passare poi alla Salernitana. In Campania Favaro trovò l'ambiente giusto per ritrovare con più continuità il clima agonistico dopo le tante stagioni trascorse in panchina.
Dopo due anni trascorsi a Salerno approda nel Genoa dove visse il periodo più lungo della sua carriera. Pur collezionando poche apparizioni in campo ebbe la soddisfazione di tornare a disputare un incontro di Serie A (3 presenze nel 1983-1984 garantendo una presenza di esperienza come vice di Silvano Martina prima e di Giovanni Cervone poi, fino al 1987, quando concluse la propria carriera all'età di 39 anni.
Successivamente è divenuto preparatore dei portieri dell'U.S. Calvi Noale Calcio, società che milita nel campionato di Promozione del Veneto.

## Palmarès

### Club

#### Competizioni nazionali
- Coppa Italia: 1

Napoli: 1975-1976
- Coppa di Lega Italo-Inglese: 1

Napoli: 1976